# Riu Erau
L'Erau (nom occità; en francès Hérault) és un riu costaner de França situat a la regió de Llenguadoc-Rosselló i als departament del Gard i l'Erau, que desemboca al mar Mediterrani després de recórrer 160 km.
L'Erau té les fonts al munt Augal, al massís de les Cevenes, al departament del Gard. Discorre per aquest departament i després travessa de nord a sud el departament de l'Erau, al qual dona el nom, i finalment desemboca a la Mediterrània a Agde.

## Afluents principals
- Arre
- Vis
- Rieutord
- Buèges
- Lamalou
- Lergue
- Dourbie
- Boyne
- Peyne
- Thongue

## Departaments i ciutats que travessa
- Departement del Gard: 
  - Roquedur (30220)

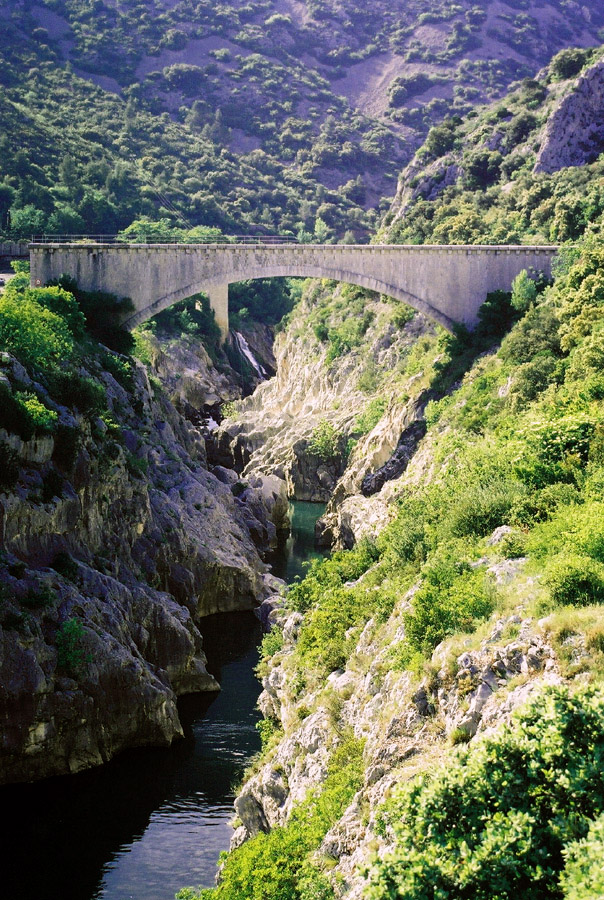
Gorges de Erau

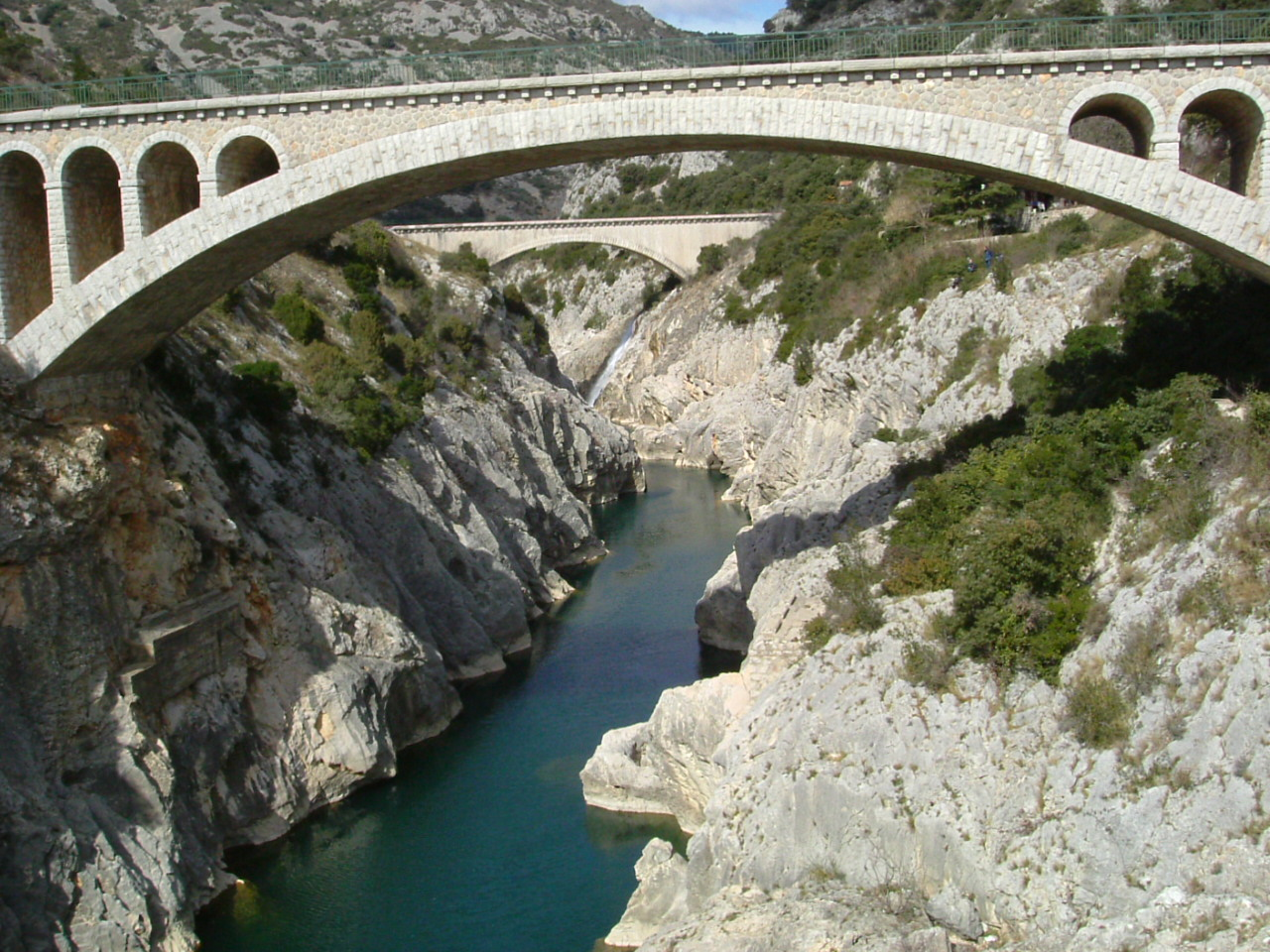
Gorges de l'Erau

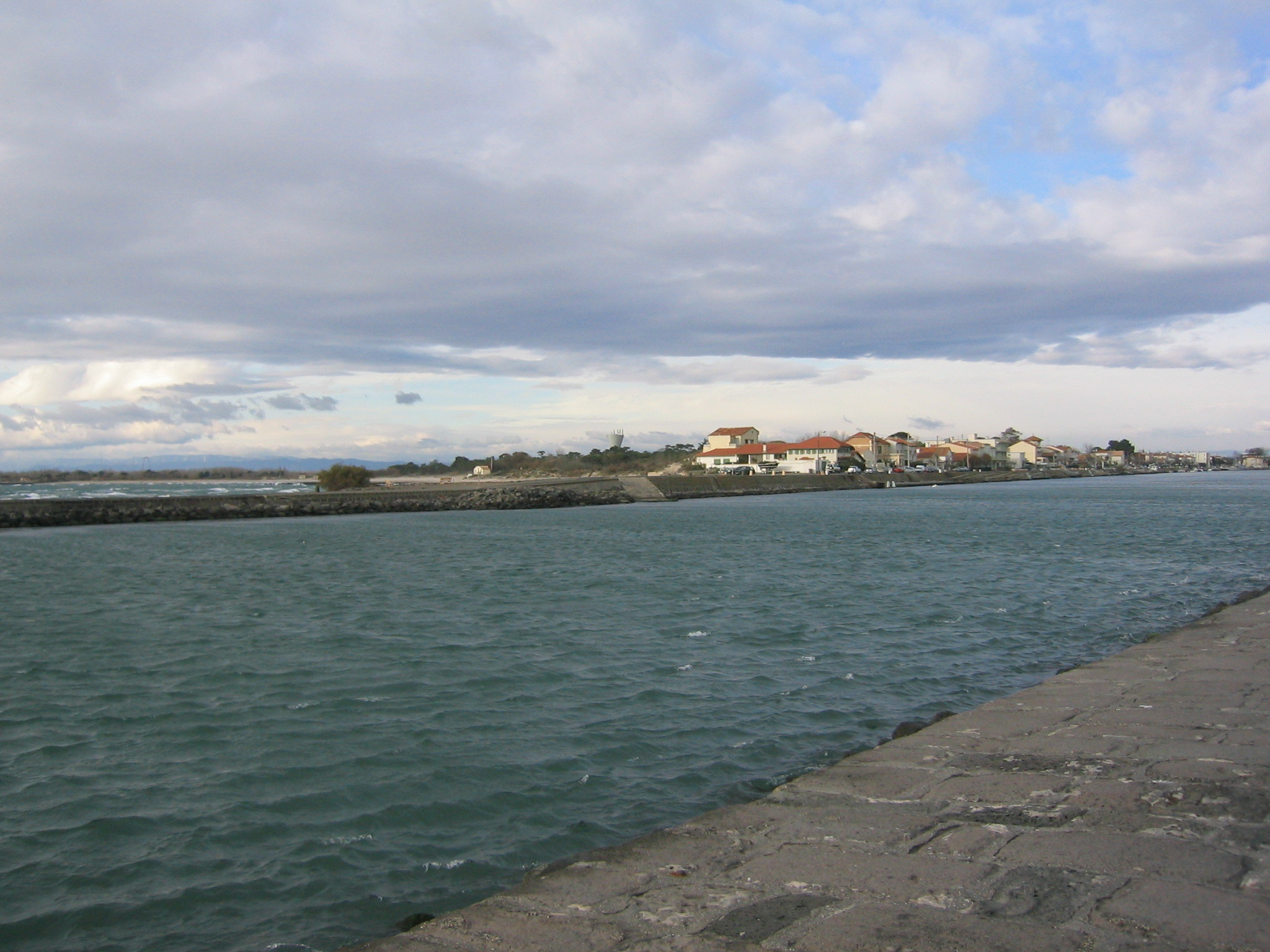
L'Erau

  - Saint-André-de-Majencoules (30229)
  - Saint-Julien-de-la-Nef (30272)
  - Valleraugue (30339)
- Departement de l'Erau: 
  - Agde (34003)
  - Agonès (34005)
  - Aniane (34010)
  - Argelliers (34012)
  - Aspiran (34013)
  - Bélarga (34029)
  - Bessan (34031)
  - Brissac (34042)
  - Campagnan (34047)
  - Canet (34051)
  - Castelnau-de-Guers (34056)
  - Causse-de-la-Selle (34060)
  - Cazilhac (34190)
  - Cazouls-d'Hérault (34068)
  - Florensac (34101)
  - Ganges (34190)
  - Gignac (34114)
  - Lagamas (34125)
  - Laroque (34190)
  - Lézignan-la-Cèbe (34136)
  - Montagnac (34162)
  - Notre-Dame-de-la-Rouvière (30190)
  - Paulhan (34194)
  - Pézenas (34199)
  - Le Pouget (34210)
  - Pouzols (34215)
  - Puéchabon (34221)
  - Saint-André-de-Sangonis (34239)
  - Saint-Bauzille-de-Putois (34190)
  - Saint-Guilhem-le-Désert (34261)
  - Saint-Jean-de-Fos (34267)
  - Saint-Pargoire (34281)
  - Saint-Pons-de-Mauchiens (34285)
  - Saint-Thibéry (34289)
  - Tressan (34313)
  - Usclas-d'Hérault (34315)

## Hidrologia
El cabal de l'Erau és abundant. Amb una quantitat de més d'1,3 bilions de tones d'aigua portades anualment i un cabal hidràulic mitjà de 43,7 m³/s, per una conca de només 2.550 km². Això significa una quantitat que va entorn dels 543 litres per metre quadrat, contra els només 240 l de la conca del riu Oise, que és molt més plujosa. El cabal del riu és molt irregular, ja que s'hi esdevenen riuades sobtades que poden superar eventualment els 1.500 m³ per segon, sovint provocades per les pluges de tardor i que baixen del massís de l'Augal. Per regular aquestes riuades es van construir la presa del Salagon al riu del mateix nom, a Clarmont d'Erau, i la presa de les Olivettes al riu Peyne, a Valhan.

### Cabals de l'Erau a Agde

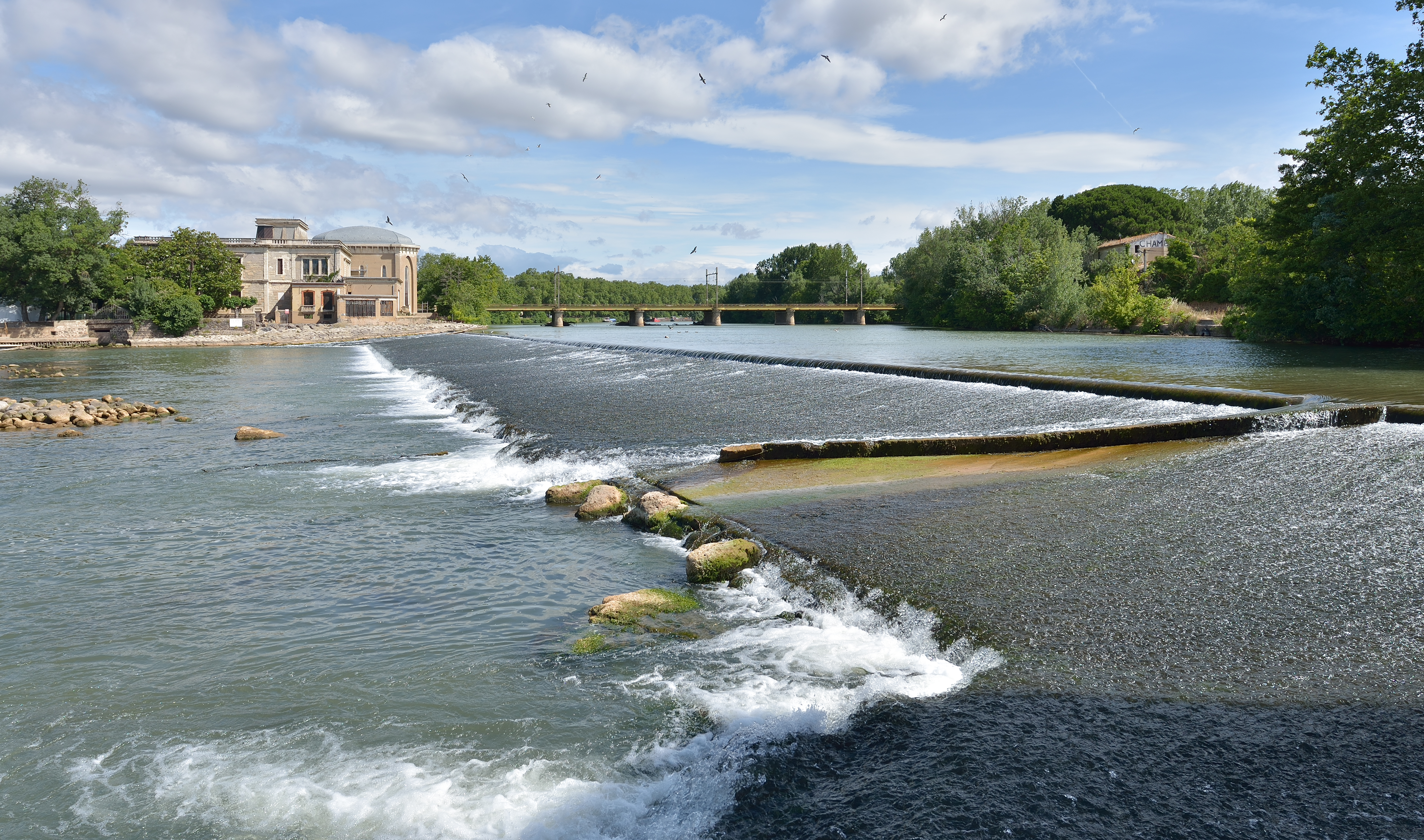
L'Erau, a Agde

El cabal de l'Erau va ser observat en un període de 56 anys (de 1952 al 2007) a Agde, on desemboca a la mar.
El cabal mitjà interanual del riu és de 43,7 m³ per segon
L'Erau presenta fluctuacions estacionals del cabal molt importants, amb crescudes a l'hivern i la primavera, quan porta una mitjana mensual de 58,5 i 67,4 m³ per segon, d'octubre a març; per contra a l'estiu hi ha baixades considerables fins a 7,5 m³ al mes d'agost.
Débit moyen mensuel (en m³/s) mesuré à la Station hydrologique d'Agde (Bassin Rond) - données calculées sur 34 ans

## Galeria

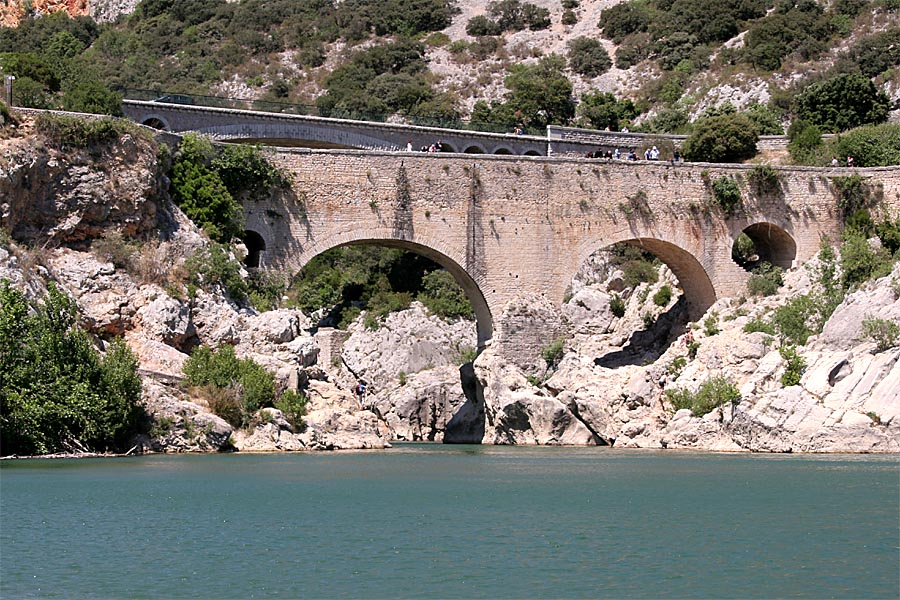
Saint-Guilhem-le-Désert - Pont del Diable de l'Edat Mitjana
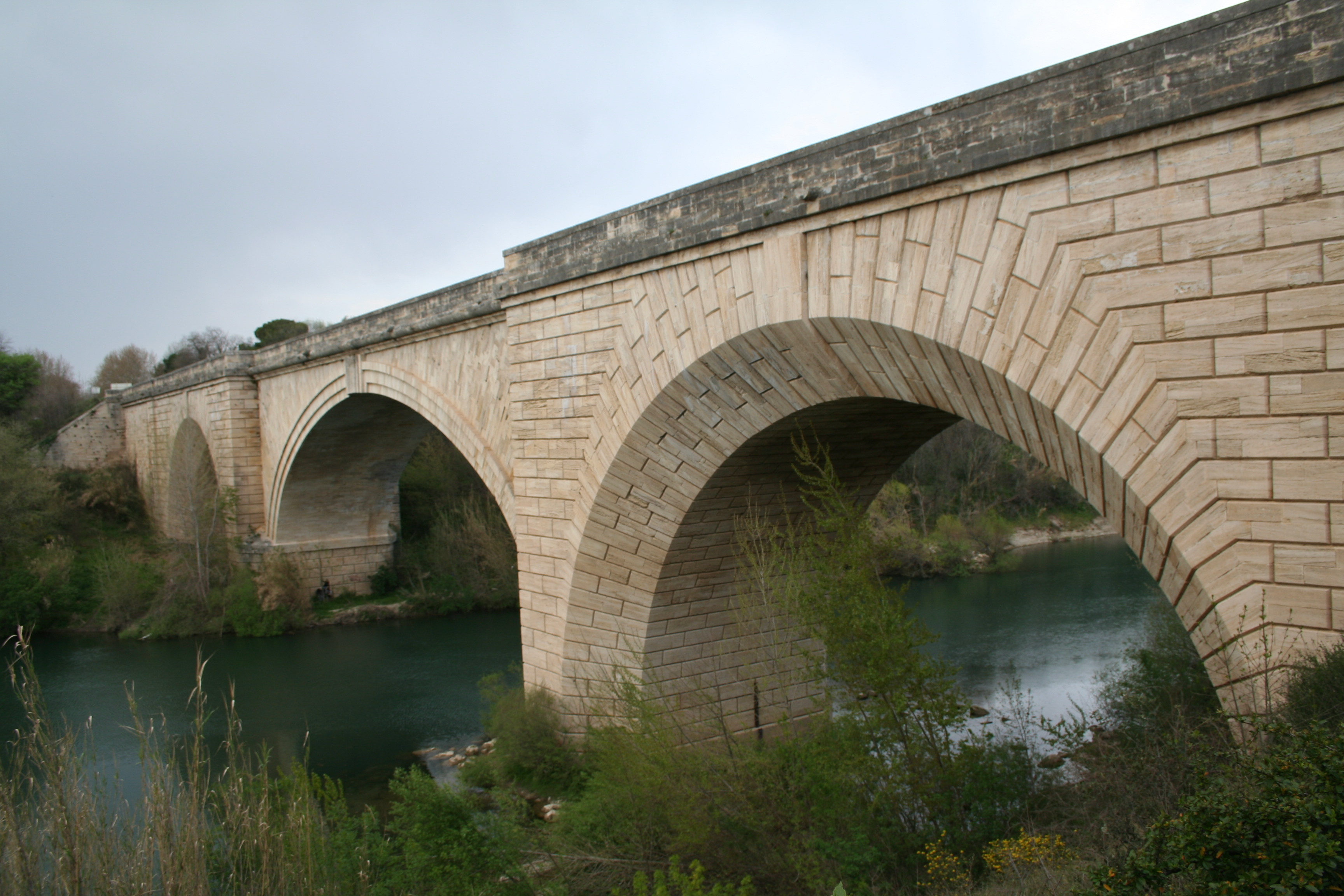
Gignac - Pont del s.XVIII
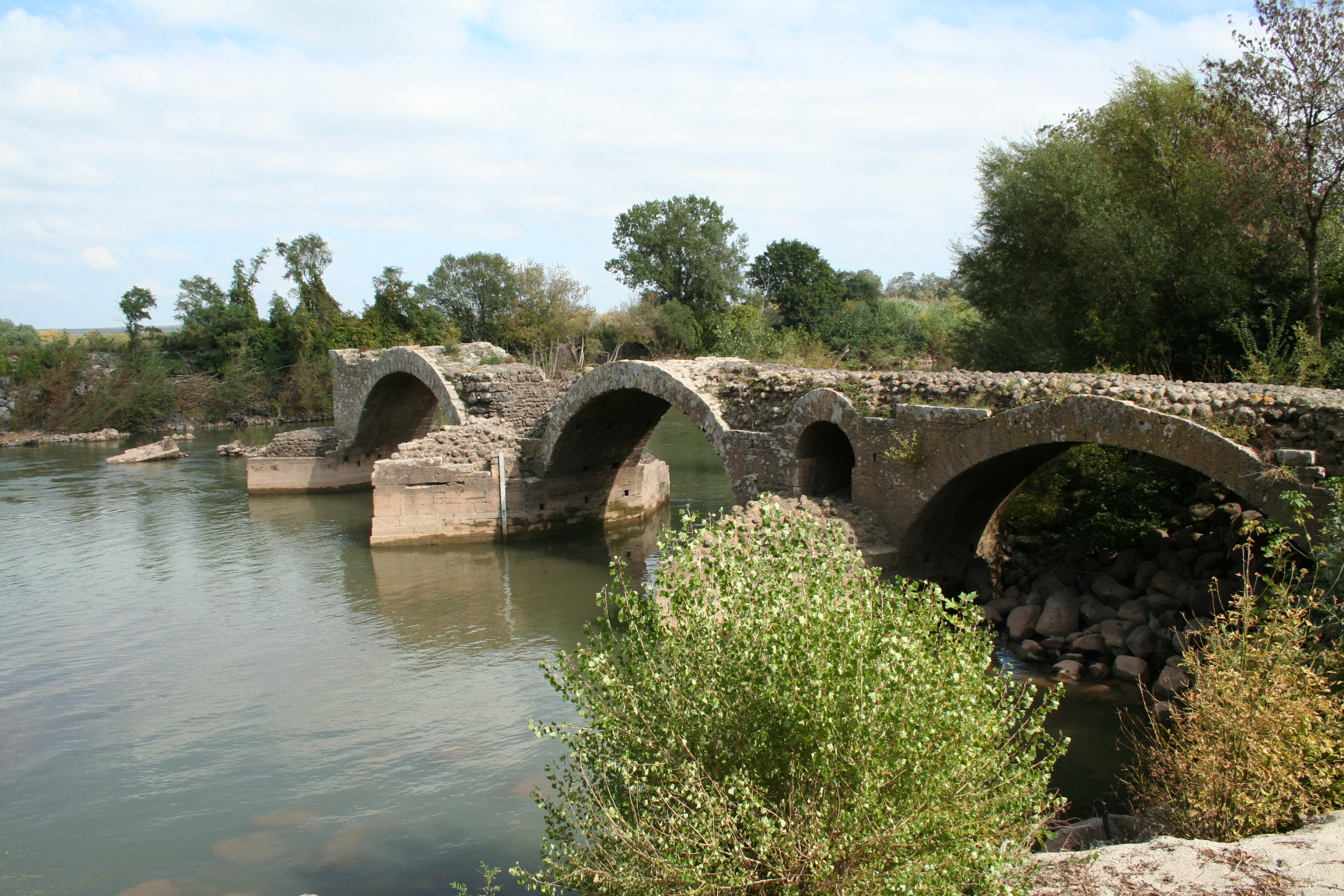
Pont romà a Saint-Thibéry per on passava la Via Domiciana.
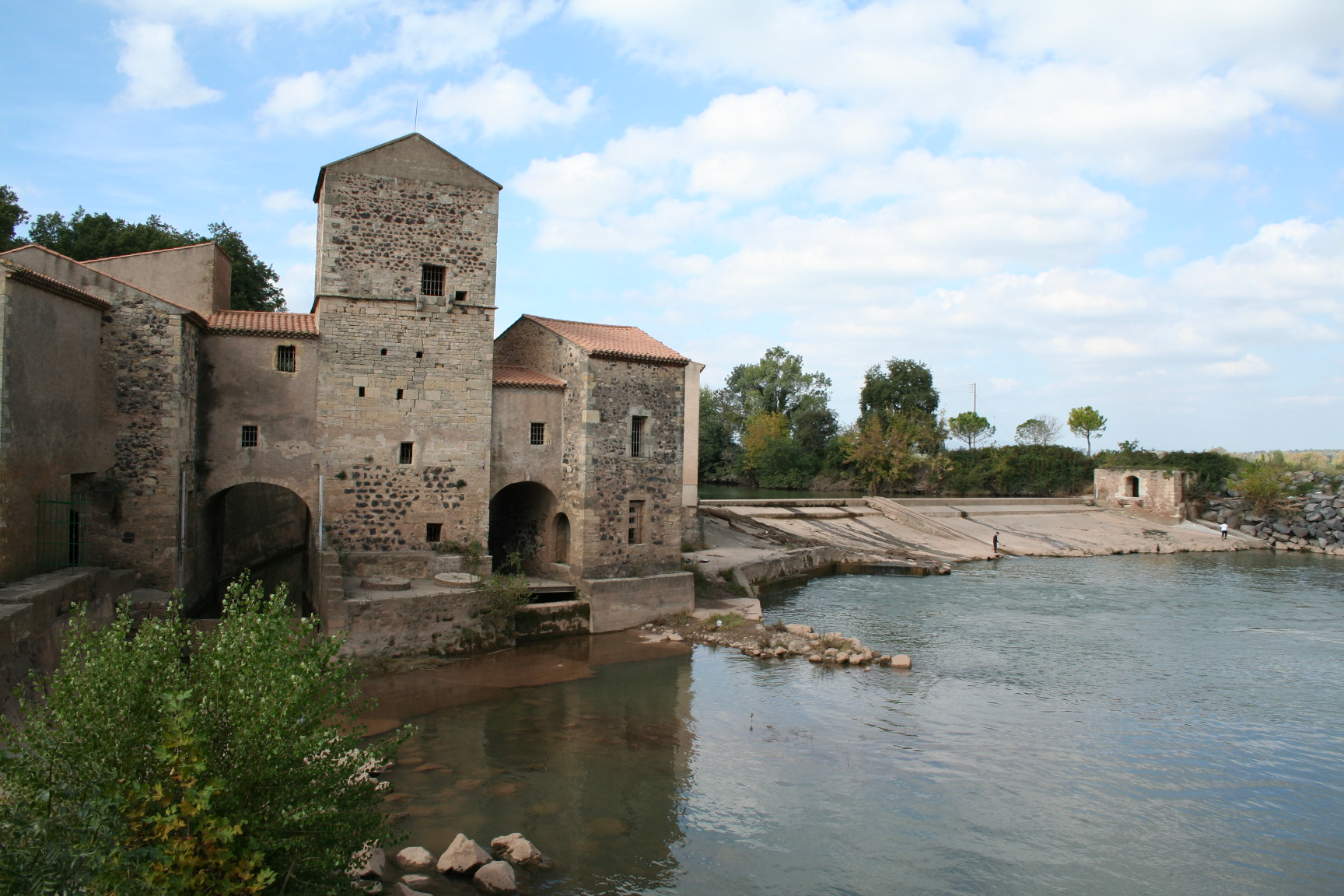
Molí medieval a la riba de l'Erau a Saint-Thibéry.
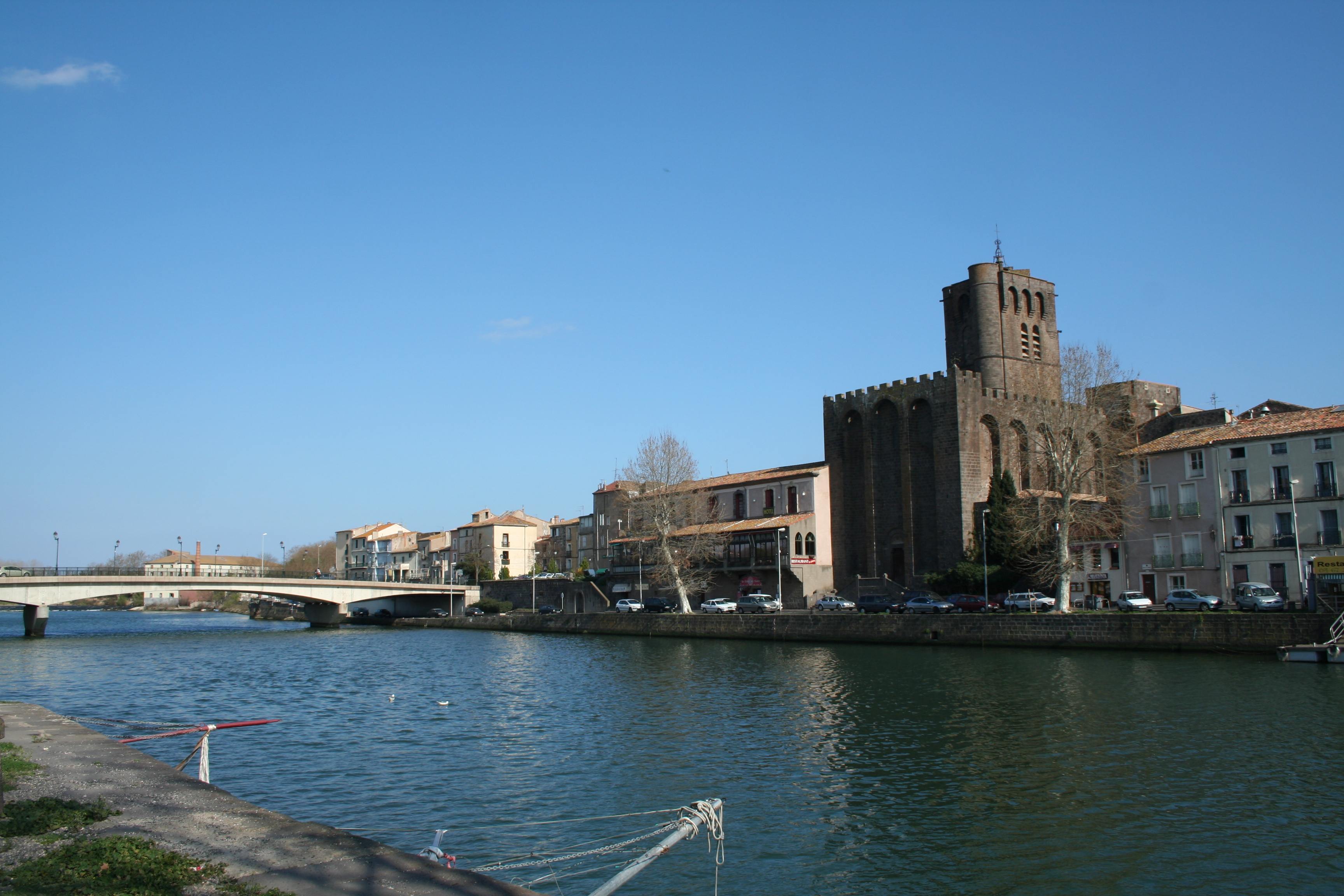
Agde - El riu i la Catedral de Saint-Étienne d'Agde.
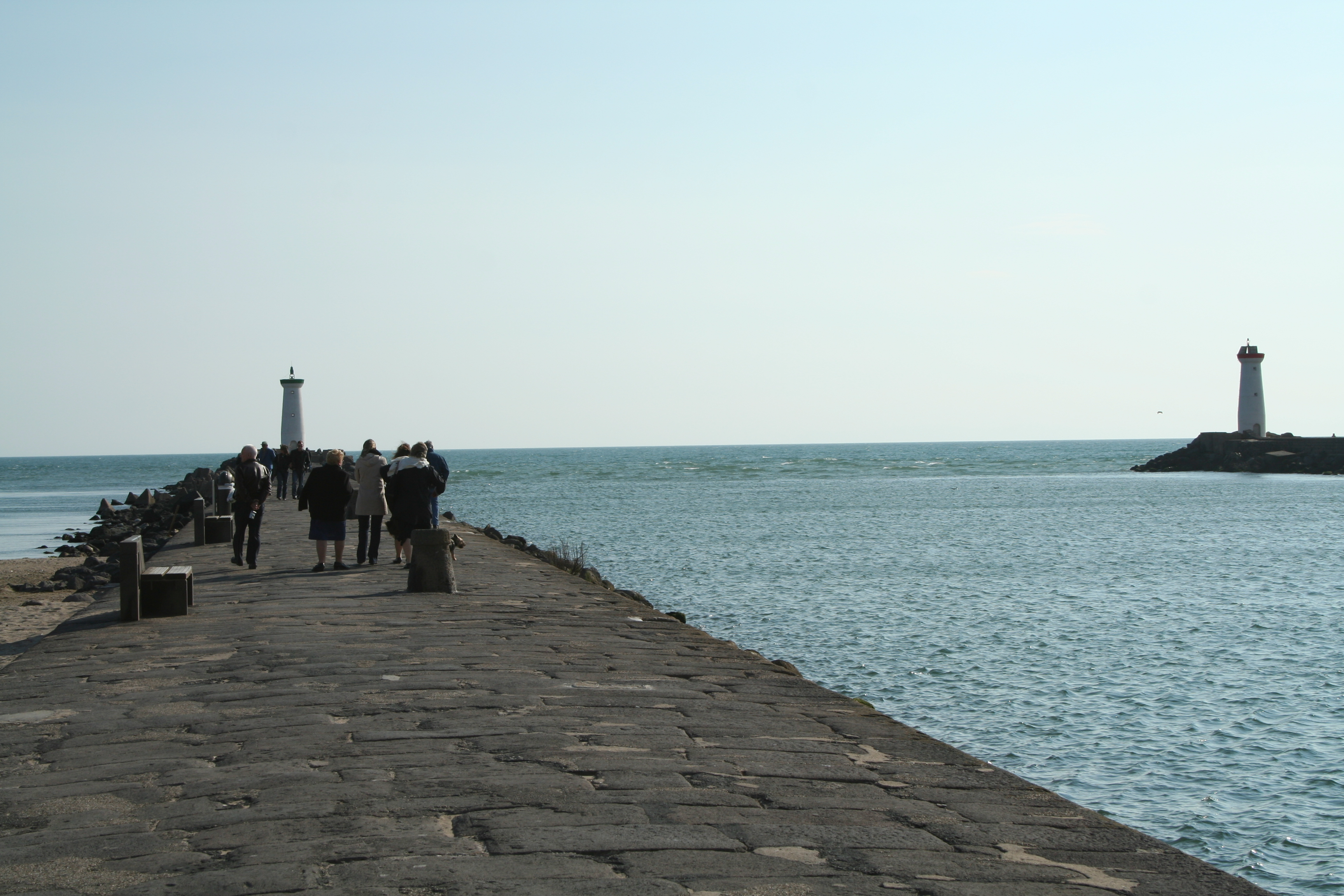
Desembocadura del riu al mar Mediterrani a Agde.